# 玛罕木特
玛罕木特（?—?），全名墨特·派罕巴尔·玛罕木特，为17世纪新疆伊斯兰教白山派和卓。
白山派和黑山派长期斗争，黑山派得到了叶尔羌汗的支持，将玛罕木特的祖父阿帕克和卓驱逐出境。阿帕克和卓求助于准噶尔，噶尔丹起兵灭了叶尔羌汗国，扶植白山派。玛罕木特接替祖父为白山派领袖。噶尔丹败于清朝，玛罕木特企图脱离准噶尔汗国，在策妄阿拉布坦恢复准噶尔汗国的权力後，1700年征服回部，玛罕木特被策妄阿拉布坦囚禁在伊犁地牢中，直至去世。大和卓波罗尼都、小和卓霍集占都是他的儿子。